# Montagneria
Montagneria is een geslacht van wantsen uit de familie van de Miridae (Blindwantsen). Het geslacht werd voor het eerst wetenschappelijk beschreven door Akingbohungbe in 1978.

## Soorten
Het genus bevat de volgende soorten:

- Montagneria cuneatus (Distant, 1920)
- Montagneria nigroscutellatum (Distant, 1920)
- Montagneria yahouensis Hosseini & Cassis, 2019